# Monts de Blond
Die Monts de Blond sind neben dem Massif de l’Arbre der am weitesten westlich gelegene Vorposten des französischen Massif Central. Sie erreichen eine Höhe von 514 Meter über dem Meer.

## Etymologie
Die Monts de Blond sind nach der im Département Haute-Vienne gelegenen Gemeinde Blond benannt.

## Geographie
Die Monts de Blond liegen an der Grenze zwischen dem Département Charente und dem Département Haute-Vienne. Sie folgen auf das im Département Charente gelegene Massif de l’Arbre in nordöstlicher Richtung und übersteigen generell bereits 400 Meter an Höhe. Sie werden zu den Monts de la Marche gerechnet, deren westlichen Ausläufer sie bilden. 
Die Monts de Blond befinden sich knapp 30 Kilometer nordwestlich von Limoges an der Westgrenze des Départements Haute-Vienne in der Region Nouvelle-Aquitaine. Es handelt sich um ein recht kleines Massiv von maximal 15 Kilometer Länge in Ost-West-Richtung und 6 Kilometer von Nord nach Süd. Seine Höhenlagen erstrecken sich auch noch auf das benachbarte Département Charente, vor allen Dingen auf das Gebiet der Gemeinde Montrollet, wo sie im Rocher aux Oiseaux 368 und bei Saint-Christophe 340 Meter aufweisen. Das Massiv besitzt eine steilere Nord- und Ostseite, taucht jedoch im Westen relativ sanft ab.
Zwei Punkte im Massiv nehmen als höchste Höhe 514 Meter ein: der erste befindet sich bei Les Marcoux, gelegen zwischen den Weilern Le Charlet und La Bétoulle; der zweite ist Les Chapus in der Nähe des Weilers La Bachellerie. Beide Geländepunkte gehören zur Gemeinde Blond. Weitere Gemeinden im Bereich des Massivs sind Bussière-Boffy (jetzt Teil von Val d’Issoire), Montrol-Sénard, Mortemart, Cieux, Vaulry und Chamboret im Département Haute-Vienne sowie Montrollet und Saint-Christophe im Département Charente.

## Hydrographie

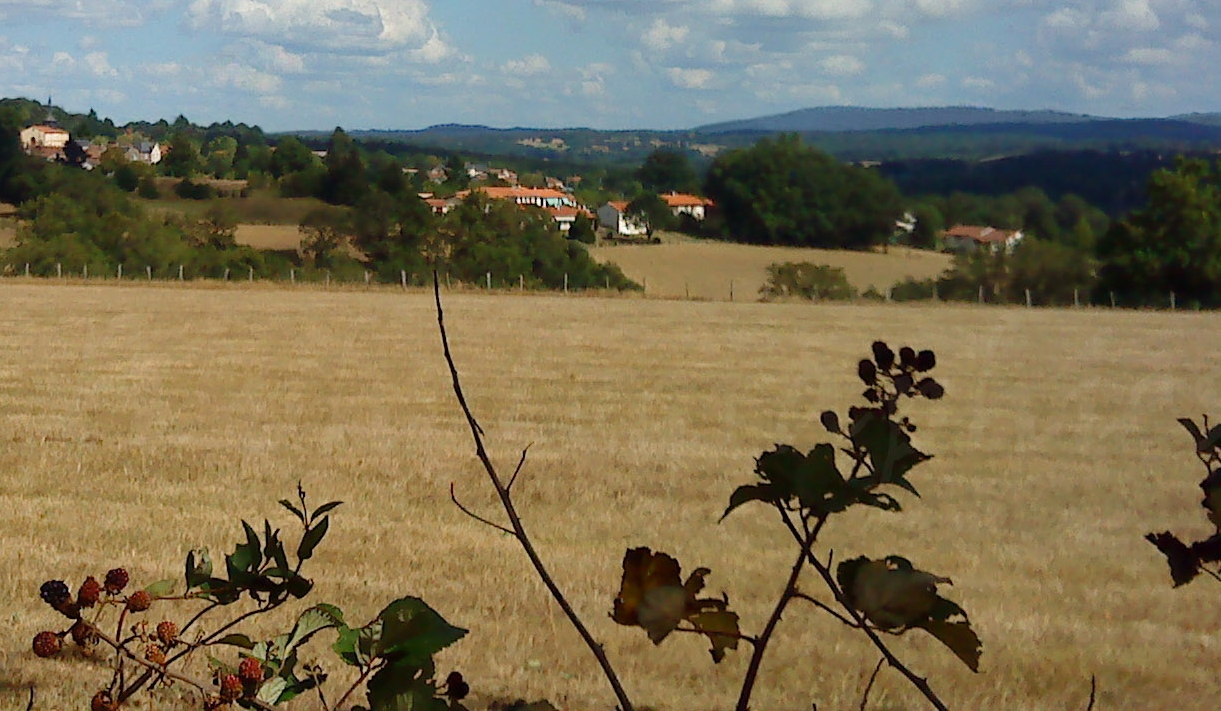
Blick über Brillac nach Osten zu den Monts de Blond

In den Monts de Blond entspringen mehrere Flussläufe, darunter die Marchadaine und die Issoire.

## Geologie
Geologisch liegen die Monts de Blond vollständig auf kristallinem Grundgebirge des nordwestlichen Massif Central.  Der bei weitem größte Anteil des Massivs (60 Quadratkilometer) wird vom Blond-Leukogranit unterlagert. Dieser peraluminose, Lithium-reiche Leukogranit drang im Oberkarbon entlang der Oradour-Störung, einer rechtsseitigen, Südost-streichenden Seitenverschiebung, in Amphibolit-führende Paragneise der Oberen Gneisdecke und dem assoziierten oberdevonischen Cieux-Vaulry-Granit ein. Die Oradour-Störung schneidet im Südwesten den Blond-Leukogranit vom Glane-Granit ab.
Die Hauptfazies des Blond-Leukogranits zeichnet sich durch die Gegenwart der Glimmer Protolithionit und Lithium-Muskovit sowie durch magmatischen Andalusit aus. Sie kann in vier Varietäten unterteilt werden:
- einen internen mittelkörnigen Leukogranit mit großen Glimmern im Norden
- einen ringförmigen nicht-porphyrischen Zweiglimmer-Leukogranit
- einen ringförmigen porphyrischen Zweiglimmer-Leukogranit
- einen externen mittelkörnigen Zweiglimmer-Leukogranit im Süden des Massivs

Eine örtlich begrenzte Unterfazies, die nur südöstlich vom Weiler Roche bei Bussière-Boffy auftritt, ähnelt der Hauptfazies, enthält aber weder Protolithionit noch Andalusit. Ein sehr später, sehr differenzierter und Fluor-reicher Magmenschub hat Topas- und Albit-haltige Ongonite erzeugt, darunter einen feinkörnigen Leukogranit (ebenfalls südöstlich von Roche), Topas-haltige Mikrogranitgänge und Topas-haltige Aplite.
Die bisher veröffentlichten Altersdatierungen für den Blond-Leukogranit schwanken zwischen 319 und 301 Millionen Jahren (Bashkirium bis Gzhelium).

### Bergbau
Am Westrand des Blond-Leukogranits befindet sich das Bergwerk von Vaulry, in dem Zinn und Wolfram abgebaut werden.

## Ökologie

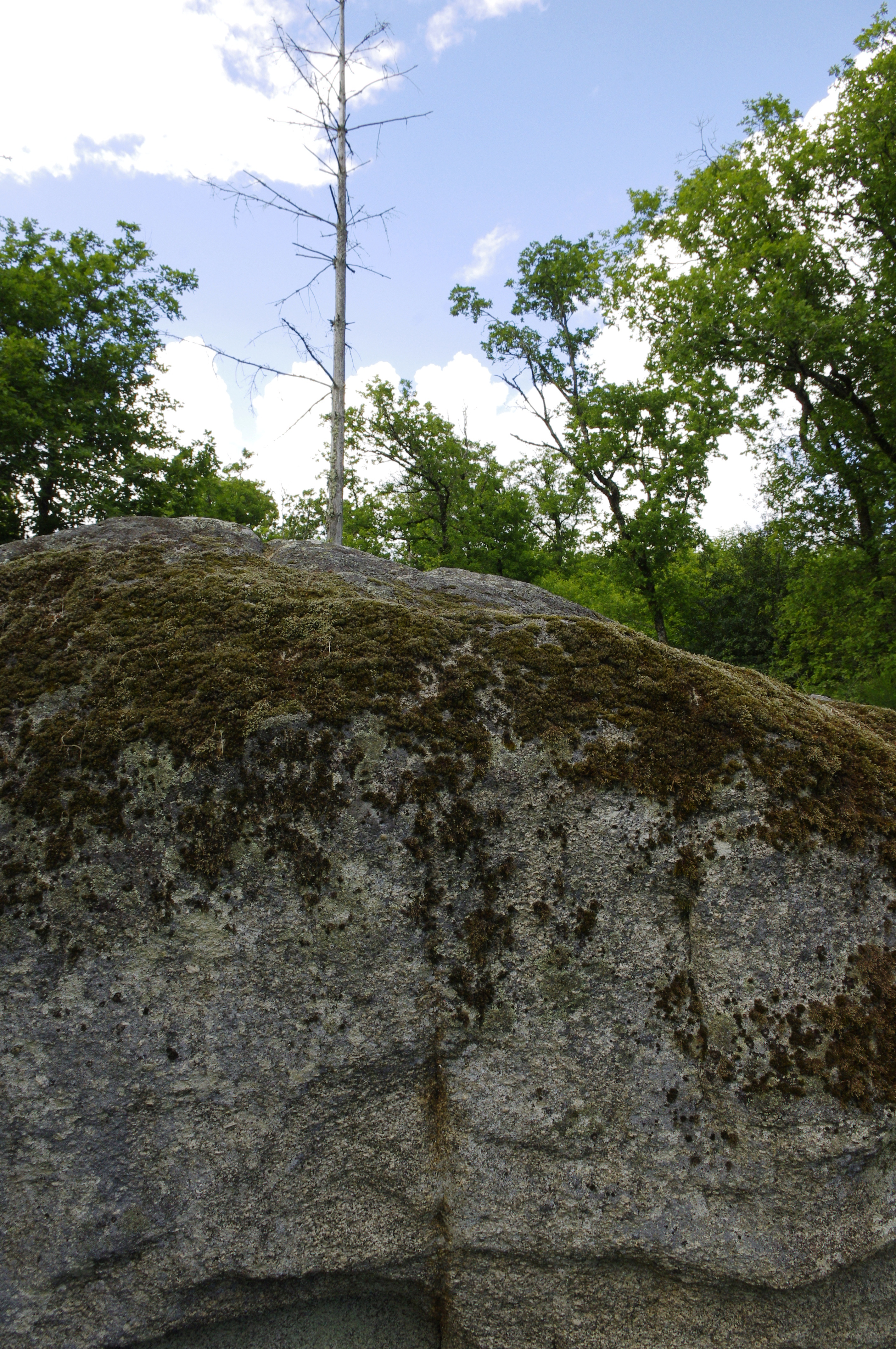
Opferstein von Ceinturat

Die Landschaft in den Monts de Blond ist hauptsächlich von Laubwäldern bestanden. Charakteristisch sind granitische Felsenmeere mit vielsagenden Bezeichnungen wie Feenfels, Pilz, Rüttelstein von Boscartus oder Opferstein. Ein bekanntes Felsenmeer sind die Rochers de Puychaud. Die Ortschaften werden ihrerseits von Wiesen umringt.
Es haben sich einige Trockenheiden erhalten, wie beispielsweise am Butte de Frochet in der Gemeinde Val d’Issoire oder bei Ceinturat, sowie einige Moore wie z. B. das Moor von Pioffret. Heiden wie Moore stehen unter Naturschutz und stehen im Rang einer ökologischen Schutzzone (ZNIEFF). Das gesamte Massiv ist darüber hinaus wegen des ländlichen Aspekts seiner Dörfer und seiner verschiedenen Ökosysteme als zu schützendes Objekt (franz. site naturel classé) eingetragen.

## Geschichte
In den Monts de Blond finden sich zahlreiche Zeugen der Megalithkultur wie Menhire und Dolmen. Anzuführen sind auch der Wackelstein, der Menhir von Arnac, der Menhir von Ceinturat, der Dolmen des Termisseaux oder der  "Pierre à Sacrifice von Cieux" (ein Opferstein).